# Boldklubben 1913
Boldklubben 1913 of B 1913 is een Deense voetbalclub uit Odense, die werd opgericht op 2 november 1913.
De club speelde 18 seizoenen in de hoogste klasse. In 2006 fusioneerde de profafdeling van de club met B 1909 en Dalum IF om zo FC Fyn te vormen.

## Erelijst
- Beker van Denemarken

1963
- Kampioen 2e klasse

1959, 1967, 1988

## Eindklasseringen
| Seizoen   | №  | Clubs | Divisie     | Duels | Winst | Gelijk | Verlies | Doelsaldo | Punten | Tsch |
| --------- | -- | ----- | ----------- | ----- | ----- | ------ | ------- | --------- | ------ | ---- |
| 2000–2001 | 8  | 16    | 1. division | 30    | 11    | 9      | 10      | 42–46     | 42     | ???  |
| 2002–2003 | 13 | 16    | 1. division | 30    | 8     | 6      | 16      | 37–60     | 30     | 480  |
| 2003–2004 | 16 | 16    | 1. division | 30    | 3     | 8      | 19      | 27–73     | 17     | 338  |
| 2004–2005 | 10 | 16    | 2. division | 30    | 9     | 9      | 12      | 42-50     | 36     |      |
| 2005–2006 | 5  | 14    | 2. division | 26    | 12    | 5      | 9       | 49-42     | 41     |      |

## B 1913 in Europa
Uitslagen vanuit gezichtspunt B 1913 Odense
| Seizoen                                                    | Competitie           | Ronde | Land                                         | Club               | Totaalscore | 1e W    | 2e W    | PUC |
| ---------------------------------------------------------- | -------------------- | ----- | -------------------------------------------- | ------------------ | ----------- | ------- | ------- | --- |
| 1961/62                                                    | Europacup I          | Q     | Vlag van Luxemburg                           | Spora Luxemburg    | 15-2        | 6-0 (U) | 9-2 (T) | 4.0 |
|                                                            |                      | 1/8   | Vlag van Spanje (11 okt. 1945- 20 jan. 1977) | Real Madrid        | 0-12        | 0-3 (T) | 0-9 (U) | 4.0 |
| 1963/64                                                    | Europacup II         | 1R    | Vlag van Frankrijk                           | Olympique Lyonnais | 2-6         | 1-3 (U) | 1-3 (T) | 0.0 |
| 1964/65                                                    | Jaarbeursstedenbeker | 1R    | Vlag van Duitsland                           | VfB Stuttgart      | 1-4         | 1-3 (T) | 0-1 (U) | 0.0 |
| 1969/70                                                    | Jaarbeursstedenbeker | 1R    | Vlag van Spanje (11 okt. 1945- 20 jan. 1977) | FC Barcelona       | 0-6         | 0-4 (U) | 0-2 (T) | 0.0 |
| Totaal aantal behaalde punten voor UEFA coëfficiënten: 4.0 |                      |       |                                              |                    |             |         |         |     |

## Bekende (oud-)spelers
- Carsten Hemmingsen
- Martin Vingaard